# 생산주의
생산주의(producerism)는 눈에 보이는 부의 생산에 관여하는 사회 구성원들이 예를 들면 귀족정보다 더 큰 이익을 얻는 주의를 가리킨다.
로버트 애셔는 생산주의의 역사를 1640년대에 디거파로 거슬러 올라간다고 주장한다.

## 같이 보기
- 엘리트주의
- 지공주의
- 노동가치론
- 프티 부르주아지
- 포퓰리즘
- 잉여가치
- 워크에식
- 노동계급